# Wendy Williams: The Movie
Wendy Williams: The Movie é uma cinebiografia televisiva norte-americana, dirigida por Darren Grant, sobre a vida da apresentadora de TV Wendy Williams. O filme estreou em 30 de janeiro de 2021 no canal Lifetime.